# Irene Verbeek
Irene Verbeek (Eindhoven, 5 mei 1945) is een hedendaags Nederlands beeldend kunstenaar (schilder en graficus).

## Leven en werk
In 1967 studeerde Irene Verbeek af aan de kunstacademie in Utrecht met een eervolle vermelding. Zij specialiseerde zich in de monumentale en versierende kunst bij Abraham Stokhof de Jong, die weer een leerling was geweest van Heinrich Campendonk. De melancholische motieven in het werk van Campendonck intrigeerden haar al vroeg, evenals het werk van Klee, Kandinsky en Van Doesburg, die allen bij het Bauhaus betrokken waren. Na haar studie verhuisde Verbeek naar Schiermonnikoog. Later vestigde ze zich in de stad Groningen. Nu woont ze teruggetrokken in Oostum in het noorden van de provincie Groningen.
In de jaren zestig van de 20e eeuw kwam zij op advies van Johan Dijkstra bij de Vrije Schilders-academie van de kunstenaarsvereniging De Ploeg, waar zij in hetzelfde jaar als lid werd aangenomen. In 1978 bedankte ze voor dat lidmaatschap na een vergeefse poging om de ingeslapen kunstenaarsvereniging te vernieuwen.
Vanaf 1968 tot heden is Irene Verbeek bij verschillende onderwijsinstellingen docent geweest en gaf ze vanaf 1975 tot 2013 les in eigen atelier.
1969 solo exposities onder meer in:
- Utrecht, Amsterdam, Groningen, Leeuwarden, Gouda, Schiermonnikoog, Oostmahorn, Raard.

Bij de openingen van veel van haar exposities verwezenlijkte zij haar ideaal om verschillende kunstdisciplines bij elkaar te brengen. Zo werd een van de exposities in Amsterdam (1988) geopend met een toespraak van de musicus Dick Leutscher, gevolgd door een compositie Lucebert, Van grote en kleine vogels (opus 35) van de componist Jacob ter Veldhuis en een film over de totstandkoming de schildering in de Stadsschouwburg van Groningen, van de journalist Hans Fröling. En zo werd in 2015 in het Fries Museum Libera een diptiek o.a. gepresenteerd met de film van Renate Hagenouw LIBERA Boek & Doek.
In 2018 schonk Irene Verbeek het beeld Zo zonder meer (A) aan het Martini Ziekenhuis in Groningen en het beeld Zo zonder meer (B) aan het het UMCG. Het beeld Zo zonder meer (A) is in april 2018 geplaatst in de hal van het Martini Ziekenhuis. Het beeld Zo zonder meer (B) wordt eveneens in 2018 geplaatst en wel bij de ingang van de medische faculteit.
Niet alleen het schilderen beheerst haar leven, ook het werken met grafisch materiaal fascineert haar vanaf de dag dat zij de eerste kras afdruk zag in een stoepsteen en ze haar eerste voetafdruk maakte bij de Noordzee. Haar eerste boek als kunstwerk oogstte meteen veel lof: Mensen Dieren Dingen werd in 1979 door toedoen van museumdirecteur Frans Haks tentoongesteld in het Groninger Museum. Naar aanleiding daarvan werd de Frankenthalercilinderpers, waarop in de Tweede Wereldoorlog illegaal Het Parool was gedrukt, aan Irene Verbeek overgedragen, gepresenteerd door Henk van Os. Zij werd geprezen doordat  zij de techniek van Hendrik Nicolaas Werkman voortzette en daarmee vernieuwingen in de grafische kunst wist te bewerkstelligen. 
In 1991 verenigde een aantal mensen zich in een stichting en nam het initiatief om in het noorden van Friesland een museum rondom het werk van Irene Verbeek op te richten: het OerKa Irene Verbeek Museum, dat in Oostmahorn werd gevestigd. Na tien jaar verhuisde het museum naar het terpkerkje in Raard. Nadat na zesentwintig jaar jaarlijks nieuw werk van Irene Verbeek was getoond, moest het museum in 2018 noodgedwongen zijn deuren sluiten.
Vanaf 2020 zijn, jaarlijks wisselend, 3D-exposities te zien op de website van de Irene Verbeek Stichting.

## Stijl van werken
Veel voorkomende motieven in haar werk hebben te maken met de mens, het dier en de natuurelementen. Zij zelf noemt dat 'het vastleggen van het tijdloze in de werkelijkheid'. Haar werk is moeilijk onder een noemer te brengen. Niet alleen omdat haar werk zowel figuratief als abstract is, maar ook omdat haar techniek evolueert naargelang het onderwerp.

## Monumentaal werk
Naast haar vrije werk heeft Verbeek zeer uiteenlopende monumentale architectuurgebonden opdrachten uitgevoerd. Van deze genieten de plafond- en koepelschilderingen in de Stadsschouwburg van Groningen veel bekendheid.

## Het boek als kunstwerk
Na haar eerste boek uit 1979 verschenen verschillende boeken van haar hand, zowel in eigen beheer als bij uitgeverij Philip Elchers en bij Ombre Productions.
De boeken, waarvan de meesten door haarzelf gedrukt, hebben relatief kleine oplagen van soms maar 12 exemplaren: Cyclus (1982), Uit den Boze (1987), De F7 toets (1992), The Revenge (1995), Abraza (1996), ...opdat ik niet meer heten zal Julien de Vignal (2002), Oostum op aarde (2005), HET OOIT (2009), TIJD tot later (2011), ABEDEWOESCH (2013) en LIBERA een diptiek (2015). De boeken combineren eigenzinnige, oude en nieuwe technieken met een gelaagde, indringende inhoud. Het werk LIBERA een diptiek uit 2015, is daar een prachtig voorbeeld van. De twee bronnen waaruit Irene Verbeek put zijn: - de ontembare levenslust omdat het leven de moeite waard is en - het menselijk tekort dat het leven kan vernielen en vernietigen. Beide komen in haar werk samen.
Al haar boeken zijn aangekocht door de Koninklijke Bibliotheek en/of het Rijksbureau voor Kunsthistorische Documentatie in Den Haag.